# General Algebraic Modeling System
GAMS (англ. General Algebraic Modeling System, буквально «загальна система алгебраїчного моделювання») — високорівнева система моделювання для математичної оптимізації. GAMS розроблено для моделювання і розв'язання задач лінійних, нелінійних і змішано-цілочисельних оптимізаційних задач. Система призначена для складних, великомасштабних застосунків моделювання і дозволяє користувачеві створювати великі підтримувані моделі, які можуть бути адаптовані до нових ситуацій. Система доступна для використання на різних комп'ютерних платформах. Моделі можна переносити з однієї платформи на іншу.
GAMS була першою мовою алгебраїчного моделювання (МАМ) і формально схожа на часто використовувані мови програмування четвертого покоління.[джерело?] GAMS містить інтегроване середовище розробки (IDE) і пов'язана з групою сторонніх оптимізаційних розв'язувачів. Серед цих розв'язувачів є розв'язувачі BARON, COIN, CONOPT, CPLEX, DICOPT, GUROBI, MOSEK, SNOPT, and XPRESS.
GAMS полегшує користувачам реалізацію різних гібридних алгоритмів, плавно поєднуючи застосування різних розв'язувачів. Моделі описані короткими алгебраїчними операторами, які легко читаються людьми і машинами. GAMS є одним з найпопулярніших вхідних форматів сервера NEOS для оптимізації [Архівовано 6 травня 2011 у Wayback Machine.]. Хоча спочатку GAMS була призначена для застосунків, пов'язаних з економікою і менеджментом, вона має велике співтовариство користувачів з різних сфер інженерії і науки.

## Хронологія
- 1976 Ідея GAMS представлена на ISMP у Будапешті
- 1978 Етап I: GAMS підтримує лінійне програмування. Підтримувані платформи: мейнфрейми і робочі станції Unix
- 1979 Етап II: GAMS підтримує нелінійне програмування.
- 1987 GAMS стає комерційним продуктом
- 1988 Перша система на ПК (16 біт)
- 1988 Алекс Міраус (англ. Alex Meeraus), ініціатор GAMS і засновник GAMS Development Corporation [Архівовано 20 серпня 2009 у Wayback Machine.], нагороджений INFORMS Computing Society [Архівовано 24 червня 2009 у Wayback Machine.] Prize [Архівовано 20 червня 2006 у Wayback Machine.]
- 1990 32-бітний Dos Extender

- 2010 GAMS відзначена нагородою [Архівовано 5 жовтня 2010 у Wayback Machine.] від Німецького товариства з дослідження операцій (German Society of Operations Research, GOR)